# Provinzialschulkollegium
Das Provinzialschulkollegium hatte in Preußen die Schulaufsicht über die höheren Schulen und war dem jeweiligen Oberpräsidenten angegliedert.
Die kollegialisch organisierte Verwaltungsbehörde setzte sich zusammen aus dem Oberpräsidenten der Provinz als dem Präsidenten des Kollegiums, dem Vizepräsidenten (Direktor), aus Oberschulräten und Oberstudienräten sowie Oberregierungsräten.
Von 1788 bis 1825 waren die vorrangig für die Verwaltung der evangelischen Kirche errichteten Konsistorien (die ebenfalls bis 1845 und teils darüber hinaus von den Oberpräsidenten geleitet wurden) zugleich als Provinzialschulkollegien für die Schulangelegenheiten zuständig. 

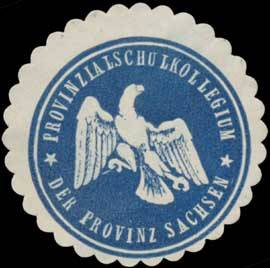
Provinzialschulkollegium zu Magdeburg, Prov. Sachsen, Siegelmarke